# Physalaemus fischeri
Physalaemus fischeri es una especie de anfibio anuro de la familia Leptodactylidae.

## Distribución geográfica
Esta especie habita por debajo de los 800 m de altitud:
- en Venezuela en los estados de Apure, Bolívar, Cojedes, Guárico y probablemente Portuguesa, así como un espécimen aislado en el estado sureño de Amazonas;
- en Colombia, en los Llanos orientales en los departamentos de Arauca, Meta y Casanare.[5]

Ella podría estar presente en Guyana.

## Etimología
Esta especie lleva el nombre en honor a Johann Gustav Fischer.

## Publicación original
- Boulenger, 1890 : Second report on additions to the batrachian collection in the Natural-History Museum. Proceedings of the Zoological Society of London, vol. 1890, p. 323-328[6]